# Aloe vaombe
Aloe vaombe är en grästrädsväxtart som beskrevs av Decorse och Henri Louis Poisson. Aloe vaombe ingår i släktet Aloe och familjen grästrädsväxter.

## Underarter
Arten delas in i följande underarter:
- A. v. poissonii
- A. v. vaombe

## Bildgalleri

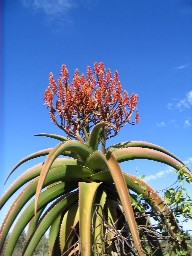
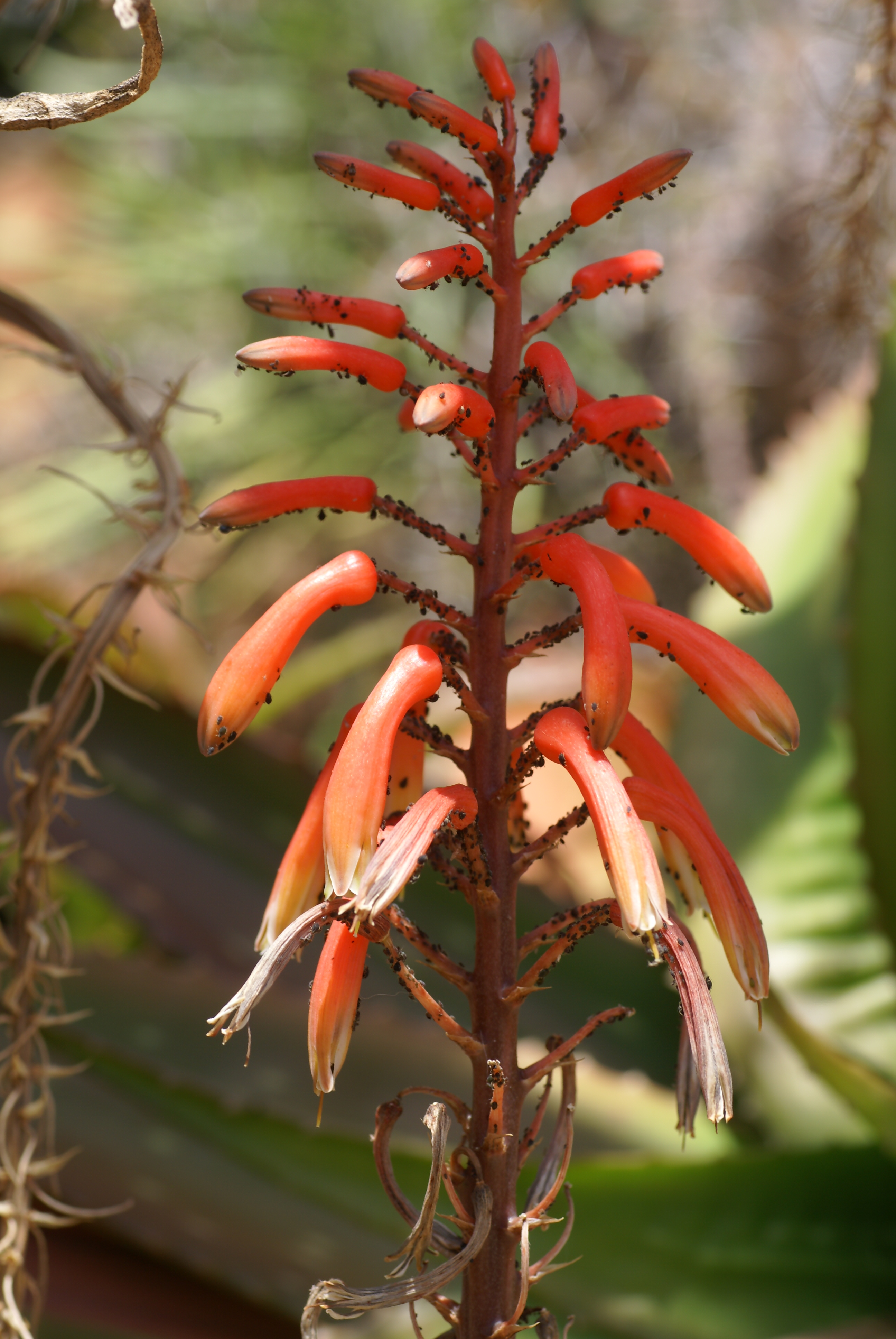